# إيزابيل أفيس (1397-1471)
إيزابيل أفيس (يابرة، 21 فبراير 1397 - ديجون، 17 ديسمبر 1471) دوقة بورغونيا القرينة من سنة 1430 حتى 1467. هي ابنة جواو الأول ملك البرتغال وفيليبا لانكاستر زوجة فيليب الثالث دوق بورغونيا ووالدة شارل الجريء.